# NSE 20 Share Index
Der NSE 20 Share Index (NSE 20) ist der langjährig führende Aktienindex, für Titel, die an der kenianischen Nairobi Securities Exchange (NSE) gehandelt werden, und stellt das geometrische Mittel der Aktienkurse der 20 Top-Aktien der NSE dar. Kürzlich ist ihm der breiter angelegte NSE All Share Index (NASI) beigetreten, der darauf abzielt, die Marktkapitalisierung aller an der NSE notierten Aktien zu erfassen, die an einem Tag gehandelt werden. Der NSE 20 verlor 2008 mehr als ein Drittel seines Wertes, als kenianische Anleger nach dem Zusammenbruch des Börsenhandels und der globalen Kreditkrise begannen, Aktien zu verkaufen.

## Geschichte
Der NSE 20-Share Index wurde 1964 eingeführt, ein Jahr nachdem es afrikanischen Ureinwohnern erstmals gestattet wurde, an der NSE zu handeln. Im Februar 2006 kam der NSE All Share Index (NASI) hinzu, der den Gesamtmarktwert aller an einem Tag an der NSE gehandelten Aktien widerspiegeln soll und nicht nur die Preisänderungen der 20 vom NSE 20 erfassten Aktien mit der besten Wertentwicklung. Der NSE 20 erlitt im Jahr 2008 einen Schlag und schloss das Jahr bei 3.521,18 ab, verglichen mit dem Jahresendstand 2007 bei 5.444,83, der auf ein Allzeithoch im Januar 2007 von 6.161,47 folgte. Der Index wurde 2008 an mehreren Fronten getroffen, angefangen mit der wirtschaftlichen Lähmung aufgrund einer Pattsituation nach der Wahl in den ersten beiden Monaten, gefolgt vom Zusammenbruch von Nyaga Stockbrokers und dann dem globalen Finanzkollaps im dritten und vierten Quartal. Per Anfang Februar 2025 hat sich der Index mit 2.190 Punkten immer noch nicht von damaligen Kursrutschen erholt.

## Zusammensetzung
Mit Stand 2008:
1. ICDC Investment Company
2. Kenya Electricity Generating Company
3. Mumias Sugar Company 
4. Rea Vipingo Plantations Ltd. 
5. CMC Holdings 6. Express Ltd. 
7. Nation Media Group 8. Sasini Ltd. 
9. Kenya Airways 
10. Safaricom Ltd. 
11. Barclays Bank (K) Ltd. 
12. Equity Bank 
13. Kenya Commercial Bank 
14. Standard Chartered Bank (K) Ltd. 
15. Bamburi Cement Ltd. 
16. British American Tobacco Ltd. 
17. East African Breweries Ltd. 
18. East African Cables 
19. Kenya Power & Lighting Company 
20. Athi River Mining